# Scindapsus treubii
Scindapsus treubii  Engl. – gatunek wieloletnich, wiecznie zielonych pnączy z rodziny obrazkowatych, pochodzących z Malezji.